# Misconduct
Misconduct ist eine 1995 gegründete Hardcore-Punk-Band aus Kristinehamn in Schweden.

## Geschichte
Der Gedanke, der hinter der Gründung von Misconduct steckte, war, die Hardcore-Prinzipien, Einstellungen und Moralvorstellungen der 80er und frühen 90er Jahre, wie sie von anderen großen Bands der Szene vorgelebt wurden, fortzuführen.
Die ersten Veröffentlichungen der Band, die eher dem Old-School-Hardcore zuzuordnen sind, erschienen von 1997 bis 2001 beim schwedischen Plattenlabel Bad Taste Records.
Ab der 2002 erschienenen EP New Beginning standen Misconduct beim 2002 von Fredrik Olssons' Ehefrau Marielle gegründeten Label Side By Side Records unter Vertrag.
Mit dem Album United as one, welches im Jahre 2003 erschien, änderten Misconduct ihren Musik-Stil hin zum melodiösen Hardcore bzw. Punkrock. Das Album wurde ein großer Erfolg. Musik-Videos zu den Songs New Beginning, No Boundaries und Side by Side wurden im skandinavischen Musik-Fernsehen ausgestrahlt.
Misconduct waren in den letzten Jahren unter anderem in Skandinavien, Europa und Nordamerika auf Tour, zusammen mit Bands wie Donots, Sick of It All, Hatebreed, Satanic Surfers, Slapshot, AFI, Anti-Flag, Ignite, Gob, Chixdiggit und Dropkick Murphys.
Anfang 2010 kündigte die Band ihr neues Album One Step Closer an, welches am 12. April 2010 auf dem Plattenlabel I Scream Records erschienen ist. Zuvor veröffentlichte die Band am 1. März 2010 ihr neues Musik-Video zur ersten Single Closer. Das Video wurde vom bekannten Regisseur Patric Ullaeus, der bereits Musik-Videos für Bands wie Europe und Dimmu Borgir gedreht hat, produziert.

## Diskografie

### Demos
- Like The Old Days (1996)

### Alben
- … Another Time (1997, Bad Taste Records)
- A New Direction (1999, Bad Taste Records)
- One Last Try (2001, Bad Taste Records)
- United As One (2003, Side By Side Records)
- 10 Years Of… (Best Of, 2005, Side By Side Records)
- One Step Closer (2010, I Scream Records)
- Blood On Our Hands (2013, Side By Side Records)

### Singles und EPs
- A Change (1997, Bad Taste Records)
- Signed In Blood (7", 1998, Bad Taste Records)
- Split-CD mit The Almighty Trigger Happy (2000, Bad Taste Records)
- New Beginning (2002, Side By Side Records)
- No Boundaries (2004, Side By Side Records)
- Building Bridges (Split-CD mit HSD, 2006, Engineer Records / Side By Side Records)
- Raise Your Voices (2007, Side By Side Records)